# Ратофф, Грегори
Грегори Ратофф (англ. Gregory Ratoff; при рождении Григорий Васильевич Ратнер; 7 (20) апреля 1897 — 14 декабря 1960) — американский режиссёр, актёр и продюсер еврейского театра на идише и кино. Наиболее известен ролью в фильме «Всё о Еве» (1950).

## Биография
Родился 20 апреля 1897 года в Самаре в еврейской семье. Мать София Маркисон умерла в 1955 году в возрасте 78 лет; отец — Беньямин Ратнер.
Учился в Коммерческом училище. Участвовал в Первой мировой войне. После Октябрьской революции семья переселилась во Францию. Впервые в США приехал в 1922 году. Затем находился в Париже, где женился на русской актрисе Евгении Леонтович в 1923 году (развелись в 1949 году). Вернулся в Соединенные Штаты пассажиром рейса, который причалил к острову Эллис в июле 1925 года. В списке пассажиров он значился как Грегори Ратов. Работал актёром и режиссёром в нескольких театрах на идише, снимался в картинах на этом языке.
В 1939 году снял картину «Интермеццо» с Ингрид Бергман. Снял по своему сценарию фильм «Песнь о России» (1944), пользовавшийся большой популярностью у советских кинозрителей в годы войны. В период маккартизма фильм явился поводом для обвинения Ратова в симпатиях к коммунизму. Для обсуждения и согласования сценария Ратофф встречался с советским дипломатом М.М. Литвиновым. Известен также как один из двух продюсеров, впервые выкупивших у Яна Флеминга права на производство фильмов о Джеймсе Бонде (вторым был Майкл Гаррисон).
Умер от лейкемии 14 декабря 1960 года в швейцарском городе Золотурн. Его тело было возвращено в США для захоронения на еврейском кладбище Маунт-Хеброн во Флашинге, Нью-Йорк.

## Семья
Жена (1923—1949) — актриса Евгения Леонтович.

## Память
- Ратову посвящена звезда на голливудской Аллее славы (за вклад в развитие кинематографа)[6].

## Фильмография
- 1933 — Я не ангел / I'm No Angel
- 1936 — Грехи человека / Sins of Man
- 1937 — Шпион с моноклем / Lancer Spy
- 1939 — Wife, Husband and Friend
- 1939 — Роза с Вашингтон-сквер / Rose of Washington Square
- 1939 — Hotel for Women
- 1939 — Интермеццо / Intermezzo: A Love Story
- 1939 — Дневная жена / Day-Time Wife
- 1939 — Barricade
- 1940 — Я была искательницей приключений / I Was an Adventuress
- 1940 — Public Deb No. 1
- 1941 — У Адама было четыре сына / Adam Had Four Sons
- 1941 — Мужчины в её жизни / The Men in Her Life
- 1941 — Корсиканские братья / The Corsican Brothers
- 1942 — Two Yanks in Trinidad
- 1942 — Footlight Serenade
- 1943 — Есть о чём кричать / Something to Shout About
- 1943 — Жар плоти не остановить / The Heat's On
- 1944 — Песнь о России / Song of Russia
- 1944 — Улыбка ирландских глаз / Irish Eyes Are Smiling
- 1945 — Куда мы отсюда пойдем? / Where Do We Go from Here?
- 1945 — Paris Underground
- 1946 — Do You Love Me
- 1947 — Карнавал в Коста-Рике / Carnival in Costa Rica
- 1947 — Мускусная роза / Moss Rose
- 1949 — That Dangerous Age
- 1949 — Чёрная магия / Black Magic
- 1950 — Моя дочурка / My Daughter Joy
- 1953 — Такси / Taxi
- 1955 — Abdulla the Great
- 1957 — И восходит солнце / The Sun Also Rises
- 1960 — Оскар Уайльд / Oscar Wilde